# Paüls
Paüls (spanisch (Les) Pauls) ist eine Gemeinde im Süden Kataloniens mit 544 Einwohnern (Stand: 2024) und liegt in der Provinz Tarragona und der Comarca Baix Camp.

## Lage
Paüls liegt etwa 75 Kilometer westsüdwestlich von Tarragona in einer durchschnittlichen Höhe von ca. 380 m. Die Gemeinde liegt oberhalb des Ebro-Tals.

## Bevölkerungsentwicklung
| Jahr      | 1970 | 1981 | 1991 | 2001 | 2011 | 2021 |
| Einwohner | 842  | 731  | 728  | 631  | 605  | 563  |

## Sehenswürdigkeiten
- Kirche Mariä Geburt
- Rochuskapelle

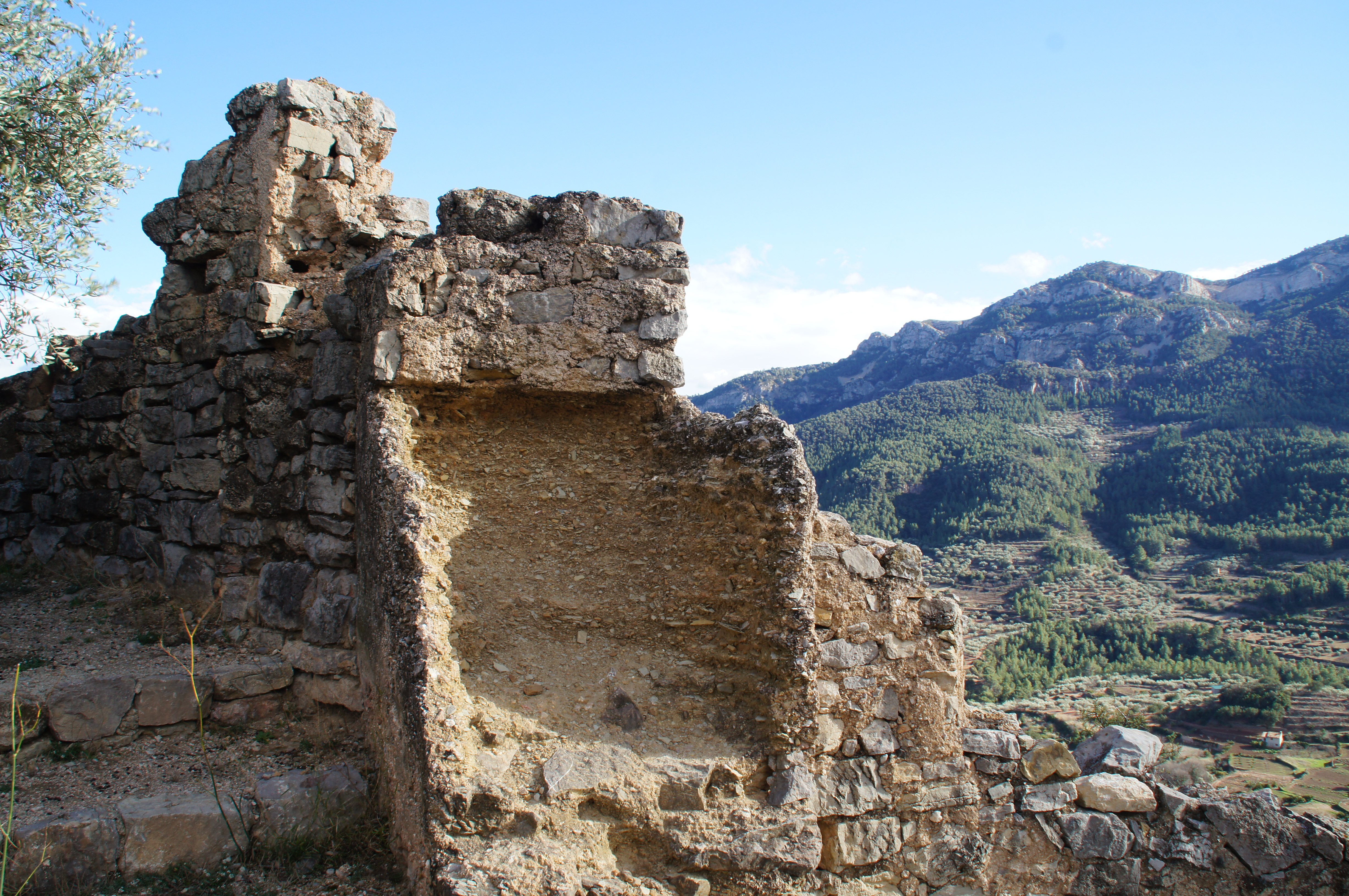
Burgruine von Paüls
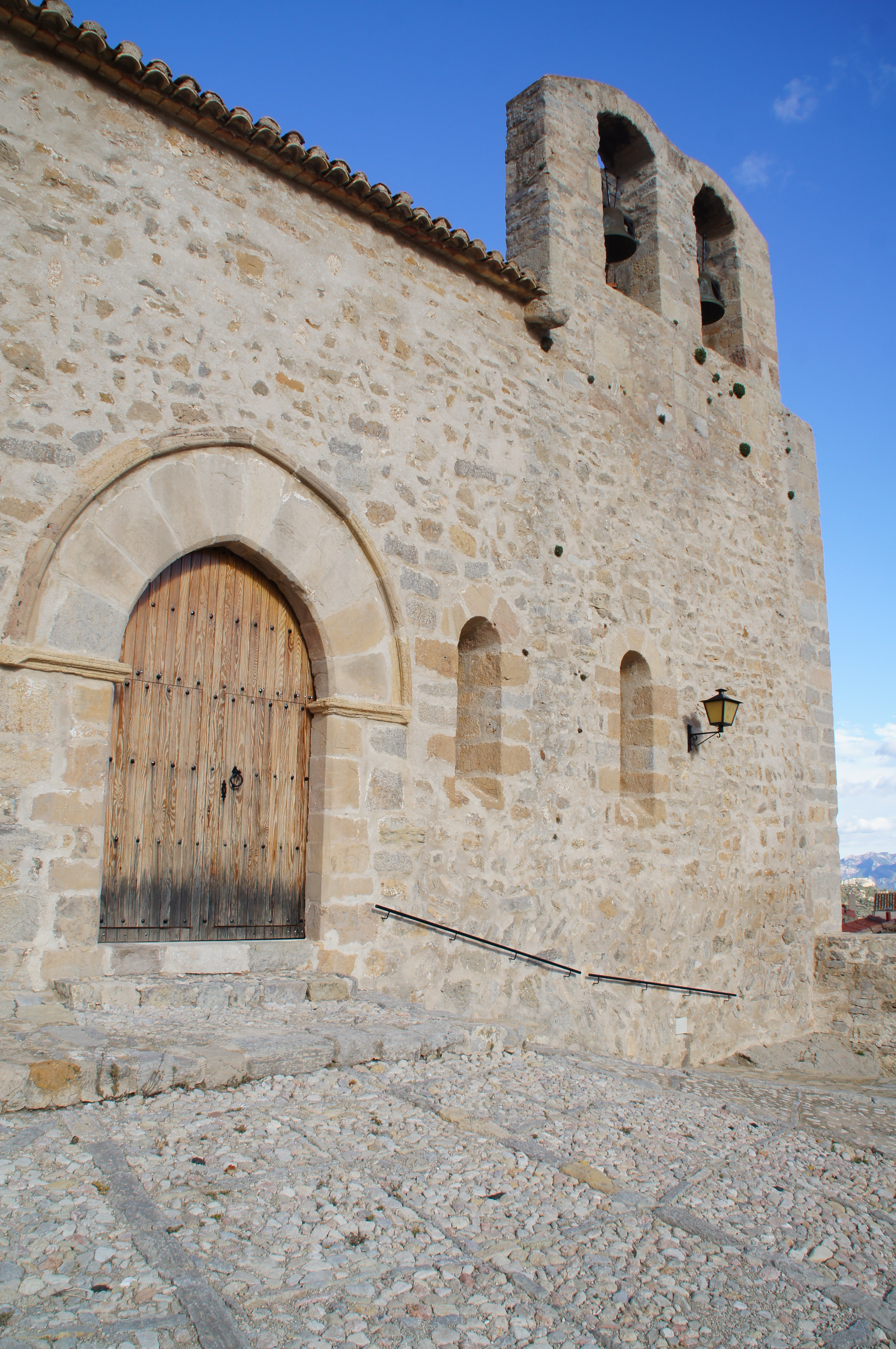
Kirche Mariä Geburt
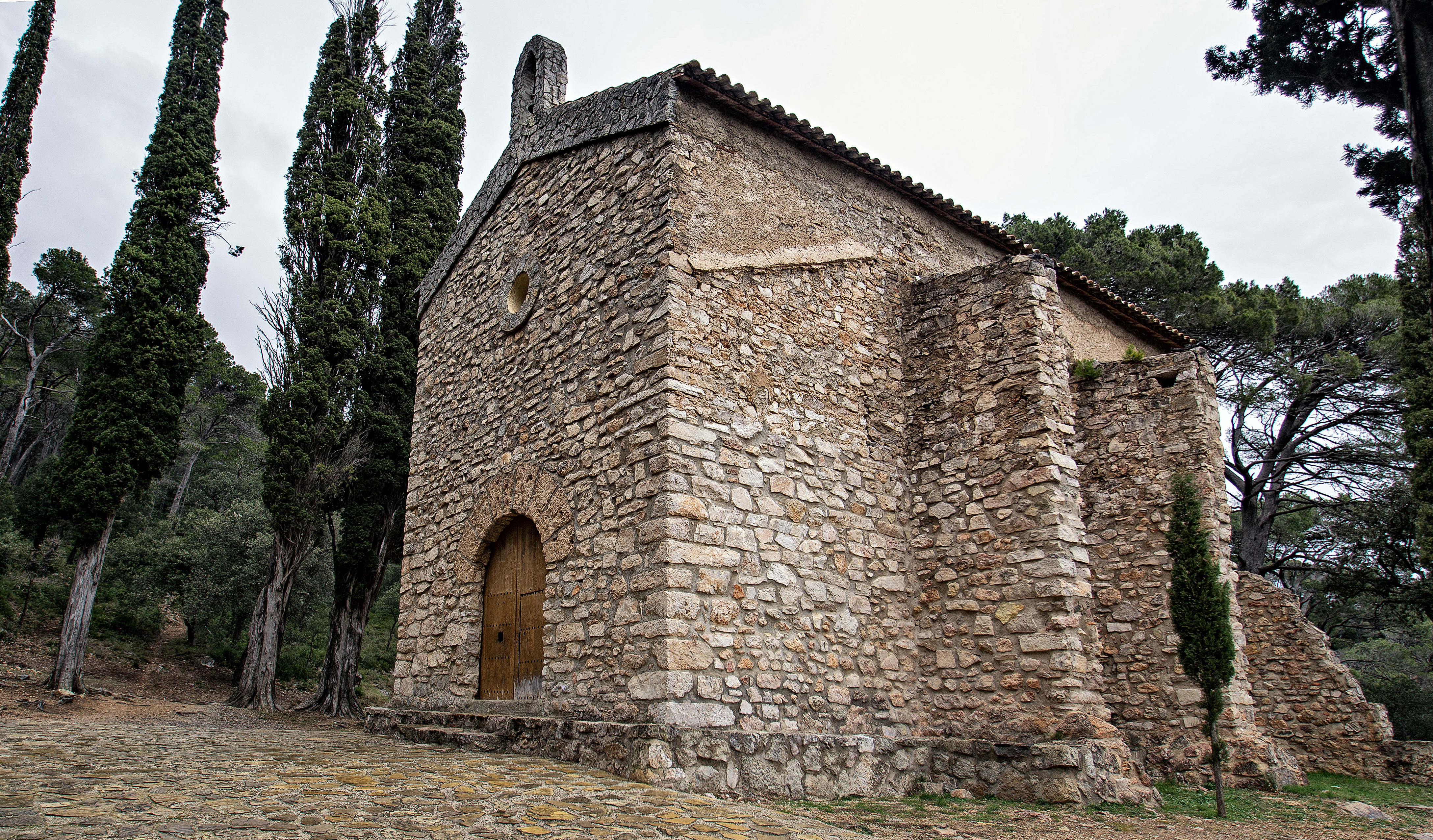
Rochuskapelle